# Castelo de Auldearn
O Castelo de Auldearn foi um castelo perto da vila de Auldearn, em Highland, na Escócia.

## História
Foi construído como um castelo de mota durante o reinado de Guilherme I da Escócia no final do século XII. 
 